# Jack Ü
Jack Ü (іноді зустрічається як Skrillex & Diplo) — музичний проєкт з США, заснований діджейським дуетом Skrillex і Diplo в 2013 році. Об'єднує два лейбла звукозапису OWSLA і Mad Decent. Проєкт розташовується відразу в двох штатах: Лос-Анджелес, штат Каліфорнія (Skrillex) і Маямі, штат Флорида (Diplo).
Дебют проєкту відбувся в 2014 році на музичному фестивалі Ultra Music Festival в Маямі. 17 вересня 2014 року був представлений перший офіційний трек «Take Ü There», записаний спільно зі співачкою Kiesza. А 27 лютого 2015 року було випущено перший повноцінний студійний альбом «Skrillex and Diplo Present Jack Ü», роботи над яким велися з 2014 по 2015 рік.
Під проєктом випускалися спільні роботи з такими музичними продюсерами і співаками як: Justin Bieber, Kiesza, 2 Chainz, Bunji Garlin, AlunaGeorge. Трек «Where Are Ü Now» получив статуетку Греммі за найкращий танцювальний трек. Музикальний ролик, на цю ж пісню, виграє ще одну Греммі за найкращі візуальні ефекти; зібравши в сумі 5 премій і щонайменьше 10 номінацій.
| музика | Це незавершена стаття про музику. Ви можете допомогти проєкту, виправивши або дописавши її. |